# José Manuel Rodríguez Morgade
José Manuel Rodríguez Morgade, meglio noto come Manu (Wetzikon, 22 giugno 1984), è un ex calciatore spagnolo, di ruolo difensore.

## Carriera
Ha collezionato oltre 190 presenze nella seconda divisione spagnola con varie squadre.